# Квентин Масејс
Квентин Масејс (хол. Quentin Massys) (рођен 1465/66 у Левену, Брабант, данас Белгија — умро 1530. у Антверпену), био је фламански ренесансни сликар, један од најважнијих сликара школе из Антверпена. Масејс је прво завршио ковачки занат у свом родном Левену, да би, по једној легенди, учио сликарство након што се заљубио у ћерку једног сликара. Године 1491. одеселио се у Антверпен гдје је убрзо примљен у Удружење сликара Антверпена.
У Масејсова најранија дјела спадају двије слике Богородице са дјететом. Његове најцијењеније слике су два велика триптиха, Свето краљевство или Олтар св. Ане, за олтар цркве Сен Питер у Левену рађене у периоду од 1507 до 1509. године; и Сахрањивање Господа, од 1508 до 1511. године. У оба дјела присутна су снажна вјерска осјећања и прецизност у изради детаља. Масејсова тенденција да истакне свој индивидуални израз очигледна је у сликама као што су Старац и куртизана и Мијењач новца и његова жена. Друга два дјела, Христ Спаситељ и Богородица у молитви, одликује спокојност и достојанство. Пејзажи са позадина његових слика су у стилу једног од његових савременика, фламанског умјетника Јоакима Патинира. За пејзаж из позадине Масејсове слике Распеће се вјерује да је настао управо из руке Патинира.